# Кровавая луна (фильм, 1990)
«Крова́вая луна́» (англ. Bloodmoon) — австралийский фильм ужасов 1990 года.

## Сюжет
Из школы и католического колледжа небольшого городка начинают пропадать ученики. Через некоторое время стали находить их изуродованные трупы. Кто же этот серийный убийца, душащий детей колючей проволокой?..

## В ролях
| Актёр          | Роль              |
| -------------- | ----------------- |
| Леон Лиссек    | Майлз Шеффилд     |
| Кристин Амор   | Вирджиния Шеффилд |
| Йен Уильямс    | Кевин Линч        |
| Хелен Томсон   | Мэри Хастон       |
| Крэйг Кронин   | Мэтт Дэсмонд      |
| Хэйзел Хаусон  | сестра Мэри-Эллен |
| Сьюзи МакКензи | Мишель            |
| Аня Молина     | Дженнифер         |

## Съёмочная группа
- Автор сценария: Роберт Бреннан
- Режиссёр: Алек Миллз
- Оператор-постановщик: Джон Стоукс
- Художник-постановщик: Филип Уорнер, Helen Mains
- Композитор: Брайан Мэй
- Продюсер: Грэхэм Бурк, Грег Кут, Дэвид Манро

## Технические данные
- Производство: Австралия, «Michael Fisher Productions»,

«Village Roadshow Pictures»
- Художественный фильм, цветной.
- Ограничение по возрасту: для лиц старше 16 лет.